# SMS König (1913)
SMS König var et tysk slagskib af typen Dreadnought som var tjenestegørende under den 1. verdenskrig. Den fik sit navn for at ære herskeren af Kongeriget Württemberg Wilhelm 2. af Württemberg. Bygningen påbegyndtes på Det Kejserlige Værft Wilhelmshaven i oktober 1911 og søsattes 1. marts 1913.

## Indsats
Konstruktionen af König var færdig kort efter 1. verdenskrigs udbrud og den blev sat i tjeneste i Den Kejserlige Højsøflåde den 9 august 1914 og var fra den 12. august 1914 en del III. Geschwader. Efter flere indsatser uden at komme i berøring med fjenden deltog den som flagskib for Viceadmiral Paul Behnckes slagskibflåde ved Søslaget om Skagerrak den 31. maj 1916. Skibet sejlede som førerskib for den tyske slagskibsflåde og var derfor særlig udsat for fjendtlig ild og overstod ti svære og fem til seks middelsvære træffere med i alt 45 døde på grund af sin stærke konstruktion. Skibet blev repareret på Det Kejserlige Værft Kiel og var fra den 26. juli 1916 igen klar til indsats.
I august 1916 var skibet i indsats ved de britiske kyster, hvorved der ikke kom til nogen fjendeberøring. Den 11. oktober 1917 deltog König i et kombineret angreb fra hæren og marinen for at understøtte indtagelsen af øerne Dagø, Øsel og Muhu i Baltikum. Den 12. oktober beskød den batteriet Kap Kinast på Øsel.
Den 17. oktober 1917 beskadigede König under Søslaget i Moon Sund mellem øen Muhu og Estlands fastlandskyst det russiske linieskib Slawa så meget, at det på grund af for en stor dybgang ikke mere kunne passere sundet ved Muhu og måtte derfor spræges af russerne. Ved hjemrejsen løb den 17. november en let grundberøring og lå indtil 17. november til reparation i Kiel.

## Matroseopstanden
I oktober 1918 kort før 1. verdenskrigs afslutning havde den tyske marine planer om et afgørende slag med engelske flåde i den Engelske Kanal, men der opsztod blandt Königs mandskab efterhånden en stigende modstand mod de kommende indsatser. Efter at planerne på grund af krigens udvikling blev opgivet af den tyske flådeldelse sejlede skibet tilbage til Kiel.
I slutningen af oktober 1918 begyndte Matrosoprøret i Kiel og den 4. november, mens de andre slagskibe lå for anker i Lübeck Bugt, blev König på værftet i Kiel. Da matroserne den 5. november sammen med de revolterende værftsarbejdere ville fjerne skibets Rigskrigsflag, blev König forsvaret af officererne. Derved blev Kommandør Carl Wilhelm Weniger såret tre gange og to andre officerer dræbt. Den 4. november var Kiel erobret af oprørene. Garnisonen ydede ikke mere modstand og der kom overalt til forbrødringer. Næsten alle skibe inklusive König hejste som tegn på revolutionen det røde flag. Samtidig blev der overalt dannet soldaterråd. Se også Soldateroprøret i Sønderborg

## Internering og egen sænkning
Efter Våbenstilstanden af Compiègne den 11. november 1918 mellem det Tyske Kejserrige og Vestmagterne ophørte alle kamphandlinger i 1. verdenskrig. 74 tyske krigsskibe blev interneret i Scapa Flow. Uden den tyske regerings samtykke gav admidral Ludwig von Reuter den 21. juni 1919 ordre til de tyske besætninger om at sænke deres skibe for at forhindre den britiske flåde i at få kontrol over skibene. Med undtagelse af et linieskib, tre mindre krydsere og elleve torpedobåde sank alle tyske skibe. Vraget af SMS König ligger i en dybde af ca. 39 m og er et mål for mange sportsdykkere.

## Kommandanter
| August 1914 til juli 1916       | Kommandør Friedrich Brüninghaus |
| Juli 1916 til maj 1917          | Kommandør Hugo Meurer           |
| Maj 1917 til november 1918      | Kommandør Carl Wilhelm Weniger  |
| November 1918 til december 1918 | Kommandør Otto Breuer           |
| December 1918 til juni 1919     | Orlogskaptajn Ernst Junckermann |

## Ekstern henvisning
- Sonaroptagelser af vraget i nuværende tilstand Arkiveret 15. juli 2010 hos  Wayback Machine